# Dinnyés–Kajtori-csatorna
A Dinnyés–Kajtori-csatorna Fejér vármegyében, a Velencei-tó nyugati részén, a Császár-víz torkolatánál kezdődik. A csatorna forrásától kezdve déli irányban halad Dinnyés és Seregélyes felé. Útja során keresztülfolyik a Sárvíz-völgye Tájvédelmi Körzeten, beletorkollik a Sárosd-Seregélyesi-vízfolyás. A Dinnyés–Kajtori-csatornán keresztül lehetséges a Velencei-tó vízleeresztése (feltöltését a Császár-vízen keresztül végzik).
A Dinnyés-Kajtori-csatorna vízgazdálkodási szempontból az Észak-Mezőföld és Keleti-Bakony Vízgyűjtő-tervezési alegység működési területéhez tartozik.

## Part menti települések
- Sárkeresztúr
- Aba
- Belsőbáránd
- Seregélyes
- Börgönd
- Dinnyés